# Christian Grimaldi
Pour les articles homonymes, voir Grimaldi (homonymie).
Christian Alain Bernard Grimaldi (né le 4 septembre 1965 à Marseille) est un joueur français de water-polo en activité dans les années 1990.

## Biographie
Joueur du Cercle des nageurs de Marseille, il fait partie de l'équipe de France participant au tournoi des Jeux olympiques d'été de 1992 à Barcelone qui termine à la 11e place.